# لي فانغوا
لي فانغوا (مواليد 6 يناير 1932) (الصينية المبسطة: 李方华، الصينية التقليدية: 李方華، البينيين: Lǐ Fānghuá) هي فيزيائية صينية. وهي عضو في الأكاديمية الصينية للعلوم، والأكاديمية العالمية للعلوم، والاتحاد الدولي لعلم البلورات. وهي أيضا مديرة الجمعية الصينية للفيزياء والاتحاد الصيني للبلورات، ومحرر في عدد من المجلات، منها: الجمعية الصينية للميكروسكوب الإلكتروني، الرسالة الصينية للفيزياء، والمجلة الصينية للفيزياء.
تُجيد لي الإنجليزية والفرنسية والألمانية واليابانية والروسية.
فازت لي بجائزة لوريال-اليونسكو للمرأة في العلوم في عام 2003.

## مسيرتها
ولدت لي في هونغ كونغ البريطانية بتاريخ 6 يناير 1932، لديها أربعة أشقاء وأخت واحدة. كان والدها «لي جيونغ» (بالصينية: 李炯) جنرالاً في الجيش الرابع للجيش الوطني الثوري. كانت والدتها «ليو جي تشينغ» (بالصينية: 刘季卿) من مواليد بكين. أمضت لي طفولتها في هونغ كونغ البريطانية وبكين وغوانزو.
درست لي الثانوية في مدرسة فو جين للفتيات (بالصينية: 辅仁 女子 中学) ومدرسة بيداو المتوسطة الخاصة (بالصينية: 培 道 私立 中学)، ثم قُبلت في جامعة لينجنان الخاصة (الآن جامعة سون يات سين). كانت طالبة دراسات عليا في الفيزياء في جامعة ووهان. تخرجت أيضا من جامعة لينينغراد (الآن جامعة سانت بطرسبرغ الحكومية) في عام 1956، حيث تخصصت في الفيزياء. بعد التخرج، تقدمت بطلب للحصول على تدريب داخلي في معهد الفيزياء التابع للأكاديمية الصينية للعلوم، ودرست تحت إشراف لو شيويه شان (بالصينية: 陆学善).
خلال الثورة الثقافية، تم إرسالها إلى مدارس الكادر السابع من ماي للعمل. في عام 1973، تم نقلها مرة أخرى إلى الأكاديمية الصينية للعلوم.
من عام 1982 إلى عام 1983، كانت باحثة زائرة في جامعة أوساكا.
تم انتخابها زميلة في الأكاديمية الصينية للعلوم في عام 1993، وزميلة في الأكاديمية العالمية للعلوم في عام 1998.
في أواخر فبراير 2003، حصلت على جائزة لوريال-اليونسكو للمرأة في العلوم في حفل جوائز لوريال-يونسكو للنساء في العلوم السنوي الخامس.